# Marcus Fraser (voetballer)
Marcus Fraser (23 juni 1994) is een Schots voetballer die voor Ross County FC speelt.
Op 3 november 2011 maakte Fraser zijn debuut voor Celtic tegen Stade Rennais in de UEFA Europa League.
Fraser was vrijgegeven door Celtic op December 2014 en gevoegde Ross County op 22 Januari 2015.

## Erelijst
Celtic
- Scottish Premier League

2012–13, 2013-14
- Scottish Cup

2013